# 井上久雄
井上 久雄（いのうえ ひさお、1947年4月30日 - ）は佐賀県出身のプロゴルファー。

## 来歴
有田工業高校卒業後はオーツタイヤに入社し、準硬式野球を続ける。25歳で岸和田CCの事務に転じたことでゴルフに魅せられ、プロを目指すため西脇CCに移り、1976年に1回目のテストで合格 。
1980年にはアジアサーキット・韓国オープンで2日目に日本勢最高の6位に着け、最終日には陳志明（中華民国）と1打差の2位タイに入り、1982年の兵庫県オープンでは金山和雄の3位に入った。
1984年には兵庫県オープンで前田新作・吉川一雄・甲斐俊光・山本洋一に次ぐと同時に友利勝良・入江勉・木村政信と並んでの6位タイ、デザントカップ北国オープンでは前田・許勝三（中華民国）・海老原清治・草壁政治に次ぐと同時に泉川ピート・鈴村照男を抑えての5位に入った。
1985年の関西オープンでは入江勉に次ぐと同時に杉原輝雄・島田幸作を抑え、山本善隆と並んでの2位タイに入った。
1987年の富山県オープンでは最終日に67をマークし、芹澤信雄・須貝昇に次ぐと同時に秋富由利夫と並んでの3位タイに入った。
1988年の兵庫県オープンでは佐藤英之と共に初日を68でスタートし、最終日には渡辺司（西）・藤池昇と並んでの7位タイに入った。
1991年にはミズノTOKYOオープンで優勝。
プロ入り17年目の1992年、45歳3ヵ月16日でアコムインターナショナルに優勝、ツアーの最年長初優勝記録を作る。それまで鈴村照が持っていたツアー最年長初優勝記録44歳を更新、併せて最年長初シードの記録も打ち立てた。その後はサントリーオープンでは尾崎直道・尾崎健夫・湯原信光・横島由一、ウェイン・グラディ（オーストラリア）に次ぐと同時に青木基正・大町昭義・尾崎将司・渡辺司、フランキー・ミノザ（フィリピン）と並んでの6位タイに入り、日本シリーズでは陳志、トッド・ハミルトン（アメリカ）、尾崎直・渡辺に次ぐ5位と健闘。
1993年はデサントクラシックで西川哲・奥田靖己・羽川豊に次ぐと同時に横島と並んでの6位タイ、1994年の同大会ではブライアン・ワッツ（アメリカ）に次ぐと同時にミノザ・加瀬秀樹・渡辺と並んでの2位タイに入る。
1994年の三菱ギャランでは友利・中嶋常幸・陳・尾崎将に次ぐ6位、1996年の札幌とうきゅうオープンでは飯合肇に次ぐと同時に鈴木亨・木村と並んでの5位タイに入った。
1997年にシニア入りし、日本シニアオープンでは5位タイに入る。
1998年のコマツ名古屋テレビオープンでは2位以下に6打差を付けるぶっち切りでシニア初優勝を果たし、キャッスルヒルオープンでは2位タイに入り、賞金ランキングでは3位に入った。レギュラーツアーでも推薦出場したミズノオープンで初日に8アンダーで首位に立ち 、スコア64は瀬戸内海GCのコースレコードとなる。
1999年は日本プロシニア・日本シニアオープンで共に5位タイと健闘し賞金ランク6位、2000年は十傑入りが日本シニアオープン6位タイのみに終わったが、2001年は出場6試合中5試合で十傑入りし賞金ランク6位であった。
2001年のつるやオープンを最後にレギュラーツアーから引退し、2002年にはアサヒ緑健TVQシニアで上田鉄弘・須貝をプレーオフで破り4年ぶり2度目のシニア優勝を飾った。
2003年はビックライザックで高橋勝成と優勝を争い3打差の2位に入り、2004年は予選落ちはなく、PPTリボーネストで3位タイ、日本プロシニアで6位タイと健闘。
2005年はPPTリボーネストの6位タイが最高で賞金ランク27位としシード権を守り、シニア特別協力競技のフィフティズキッズオープンで優勝。
60歳を迎えた2007年も安定したゴルフは健在で、シニア入りから10年連続でシードを守り続けたが、2013年のいわさき白露シニアを最後にシニアツアーから引退。
その後は大腸がんを患い、それを克服したものの、雪が残っていた下り坂を走っている時に転倒して右肘を骨折。さらにその後、練習疲労による腰椎圧迫骨折と不慮のケガを乗り越えて、プロゴルファーを続ける。
2019年の日本プロゴールドシニアでは4バーディー・2ボギー・1トリプルボギー72でフィニッシュし、72歳でエージシュートを達成し、首位に1打差の2位タイに着けた。

## 主な優勝
レギュラー
- 1991年 - ミズノTOKYOオープン
- 1992年 - アコムインターナショナル

シニア
- 1998年 - コマツ名古屋テレビオープン
- 2002年 - アサヒ緑健カップTVQシニア
- 2005年 - フィフティズキッズ
- 2007年 - 日本プログランドシニア
- 2008年 - 日本プログランドシニア
- 2011年 - 日本プログランドシニア
- 2015年 - 関西プロゴールドシニア